# Les Moneghetti
Les Moneghetti (monegassisch I Muneghëti) ist ein Stadtbezirk (französisch quartier) im Fürstentum Monaco an der Côte d’Azur. Er weist eine Fläche 0,12 Quadratkilometern (11,52 Hektar) auf. Les Moneghetti grenzt an die monegassischen Stadtbezirke Ravin de Sainte-Dévote, La Condamine und Jardin Exotique sowie die französische Gemeinde Beausoleil.

## Überblick
Les Moneghetti liegt in einem Gebiet, in dem die Alpen in das Mittelmeer abfallen; Les Moneghetti hat steile Hänge. Seine Pfarrkirche, Sacré Coeur, beherbergt den Sitz der Association des Guides et Scouts de Monaco. Monacos einziger Bahnhof, der Gare de Monaco-Monte-Carlo, befindet sich in Les Moneghetti. Die Compagnie des Carabiniers du Prince ist in Les Moneghetti kaserniert.